# Victoria, Guanajuato
Victoria là một đô thị thuộc bang Guanajuato, México. Năm 2005, dân số của đô thị này là 19112 người.